# Peter Moser (Diplomat)

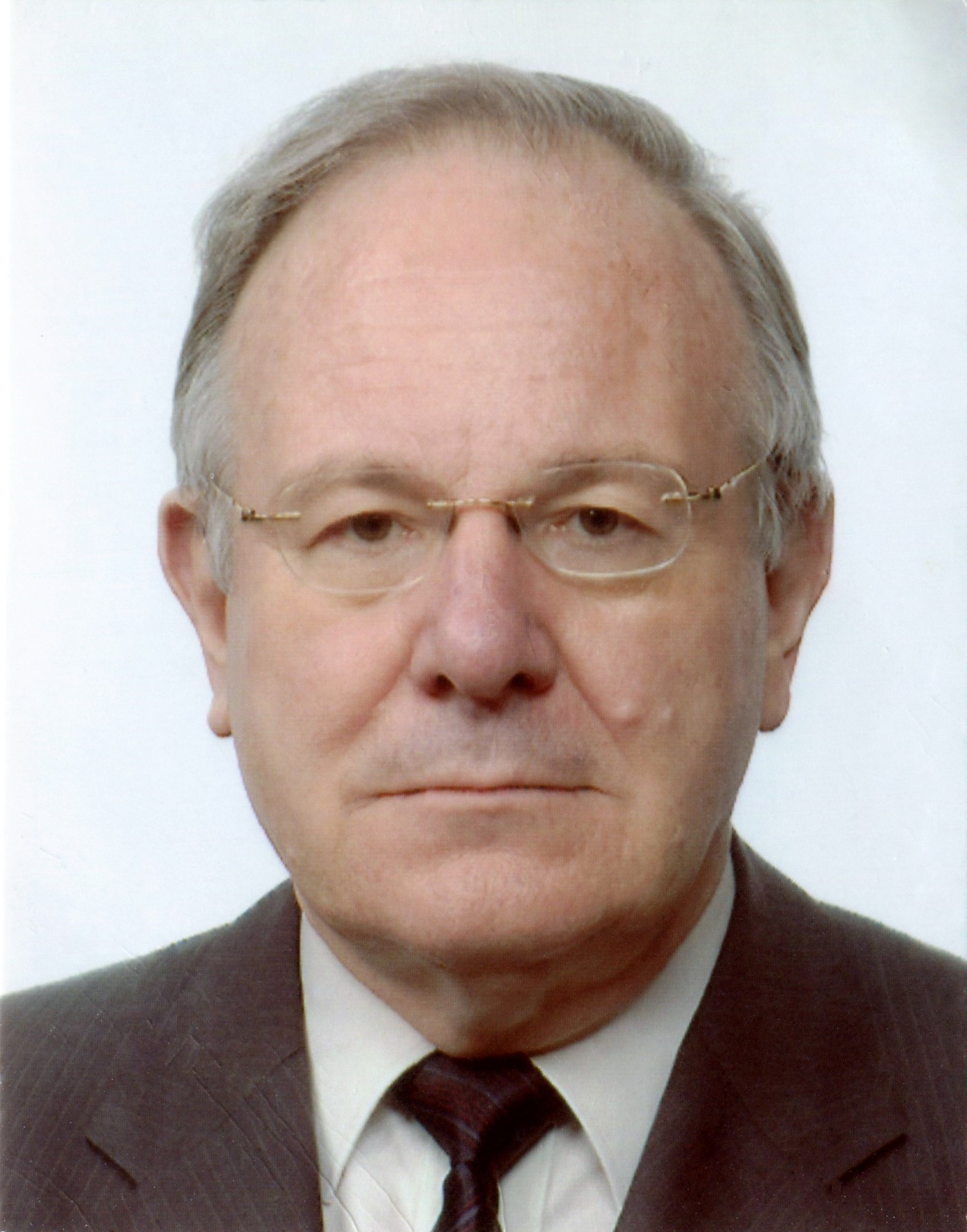
Peter Moser

Peter Moser (* 28. Juni 1941 in Wien) ist ein österreichischer Diplomat. Er war unter anderem Botschafter in der Republik Korea, den Vereinigten Staaten von Amerika und Japan sowie Sektionsleiter im österreichischen Außenministerium.

## Leben und Wirken
Peter Moser wuchs im Wiener Stadtteil Erdberg als Einzelkind auf. Sein Vater Johann Moser arbeitete als Zuschneider in einer Kleiderfabrik und fiel 1943 als Wehrmachtssoldat, seine Mutter Anna war Hausfrau. Moser besuchte in Wien das humanistische Gymnasium Kundmanngasse. Anschließend studierte er Rechtswissenschaften an der Universität Wien und wurde zum Dr. jur. promoviert. Nach seinem Präsenzdienst beim Österreichischen Bundesheer studierte er von 1965 bis 1966 an der Diplomatischen Akademie Wien und schrieb seine Diplomarbeit über „Die Frage der Vertretung Chinas in den Vereinten Nationen“.
1967 trat er in den auswärtigen Dienst ein. Seine erste Auslandsverwendung hatte er von 1969 bis 1972 als Botschaftssekretär im indischen Neu-Delhi. In Sofia (Bulgarien) war er von 1972 bis 1976 Geschäftsträger und stellvertretender Botschafter. In Wien war er von 1976 bis 1979 im Kabinett des Außenministers und in der Personalabteilung tätig. 1979 wurde er Generalkonsul in Los Angeles. Von dort wechselte er 1985 als erster residenter Botschafter nach Seoul (Republik Korea).
Nach seiner Rückkehr nach Wien hatte er verschiedene leitende Verwaltungspositionen inne; er leitete von 1990 bis 1993 die Besoldungs- und Personalabteilungen, anschließend die Administrative und Personalsektion, wobei seine Aufgabe die Reformen der Infrastruktur des Außenministeriums war. So wurde 1999 das dienstrechtliche Statut für den auswärtigen Dienst (Bundesgesetz über die Aufgaben und Organisation des auswärtigen Dienstes) geschaffen.
Moser war ab 1999 für vier Jahre Botschafter Österreichs in den Vereinigten Staaten von Amerika in Washington und auf den Bahamas sowie bei der Organisation Amerikanischer Staaten. Seine letzte Station war die des Botschafters in Tokio von 2003 bis 2006. Im Jahr 2007 ging er in den Ruhestand.
Von 2009 bis 2010 lehrte Moser als Gastprofessor an der University New Orleans.
Moser ist mit Elisabeth Moser-Kahr verheiratet und Vater zweier Söhne.

## Auszeichnungen
- 1976: Ehrenzeichen des jordanischen Unabhängigkeitsordens, 3. Klasse
- 1976: Commendador de la Orden del Mérito Civil, Spanien
- 1989: Order of Diplomatic Service Merit, Gwanghwa Medal 1st Class, Republic of Korea
- 2001: Großes Silbernes Ehrenzeichen für Verdienste um die Republik Österreich
- 2006: Grand Cordon of the Order of the Rising Sun, Japan
- 2008: Großes Silbernes Ehrenzeichen mit dem Stern für Verdienste um die Republik Österreich
- Aufnahme in die „Hall of Fame“ der Absolventen der Diplomatischen Akademie Wien

## Publikationen
- Bewegte Zeiten. 40 Jahre im auswärtigen Dienst. Studienverlag, Innsbruck / Wien / Bozen 2011, ISBN 978-3-7065-5091-8.